# ماريوس فيسر
ماريوس فيسر (بالإنجليزية: Marius Visser)‏ هو لاعب اتحاد الرغبي ناميبي، ولد في 24 أبريل 1982 في ولفس بي في ناميبيا.

## وصلات خارجية
- ماريوس فيسر عل موقع إسبنسكروم (الإنجليزية)
- ماريوس فيسر على موقع ItsRugby.co.uk (الإنجليزية)